# Calamagrostis hillebrandii
Calamagrostis hillebrandii är en gräsart som först beskrevs av William Munro och Wilhelm B. Hillebrand, och fick sitt nu gällande namn av Charles Leo Hitchcock. Calamagrostis hillebrandii ingår i släktet rör, och familjen gräs. IUCN kategoriserar arten globalt som starkt hotad. Inga underarter finns listade i Catalogue of Life.